# Княжа Воля
«Княжа Воля» — українська серія коміксів у жанрі героїчного пригодницького фентезі про хом'ячків в антуражі Київської Русі, що видається The Will Production з 2018 року. Перший том був представлений у дитячій секції Міжнародного фестивалю «Книжковий Арсенал» у 2018 році. Комікс містить вставки з фактами про історію Русі, а також алегорії на реальні події.

## Назва
Назва коміксу «Княжа Воля» пов'язана з «волею князя Моркослава» — листом з вказівками та настановами, який він лишив після свого зникнення. Вона підкреслює важливість «волі князя Моркослава» для сюжету коміксу. 

## Сюжет
Події коміксу розгортаються в Хом'якиєві. Тривалий час країною правив мудрий князь Морквослав. Після таємничого зникнення князя хом'яки знайшли його листа до підданих. У ньому він розповідає, чому зник, і дає вказівки, що буде далі. Однак думки про майбутнє хом'яків розділилися. Одні вирішують відправитися в експедицію на пошуки зниклого князя, інші починають сперечатися, кому стати на його місце.
Четверо друзів, Любогриз, Хитрослав, Швидкостриб та Чаруня, вирушають на пошуки Морквослава. Вони потрапляють у небезпечні пригоди, стикаються з чудовиськами та магією.

## Серія
Серія коміксів запланована на повноцінних 6 томів, на цей час випущено:
| Рік  | Назва                                         | Опис | Видавництво         | Примітки |
| ---- | --------------------------------------------- | --- | ------------------- | -------- |
| 2018 | Княжа Воля. Том 1. Легенди Хом'якиєва         | Багато років минуло відтоді як наші пращури врятувалися від страшного лиха світу Велетнів та побудували Хом’якиїв у самому серці Споконвічного лісу. Тривалий час наш край процвітав під правлінням мудрого князя Морквослава. Та одного разу, таємничим чином, князь зник. Біди заполонили наші землі, а морок причаївся у хащах. Проте не всі втратили надію — знайшлися сміливці, готові врятувати Хом’якиїв!         | The Will Production | [ 6 ]    |
| 2021 | Княжа Воля. Том 2. На руїнах імперії гігантів | НАРЕШТІ Те, чого всі так чекали! Про що співали барди та передрікали Волхви. Видавництво The Will Production презентує Комікс «Княжа Воля 2. На руїнах імперії гігантів». Улюблені герої Любогриз, Хитрослав, Швидкостриб та Чаруня продовжують свої пошуки князя Морквослава та цього разу вони потрапили до закинутого міста Гігантів про яких чули лише в легендах. Та чи точно в цьому місті більше ніхто не мешкає? | The Will Production | [ 8 ]    |
| 2023 | Княжа Воля. Том 3. Вітер півночі              | Крижаний північний вітер накрив простори Споконвічного лісу. Суворі морські свинки, які впевнено називають себе лемінгами наводять жах на всіх хто наближається до річки. Які пригоди чекають на наших героїв Любогриза, Хитрослава, Швидкостриба та Чаруню та чи стерплять поразку пацюки з загубленого міста Гігантів?                                                                                                 | The Will Production | [ 9 ]    |

## Авторський колектив
- Пензельник: Максим Богдановський
- Колористка: Катерина Мартинюк
- Сценарист: Денис Фадєєв
- Продюсер: В'ячеслав Бугайов
- Редакторка: Ольга Вознюк
- Менеджер: Олександр Филипович
- Художники історичних сторінок: Ігор Курилін та Ігор Давиденко

## Іншомовні видання
Два томи коміксу «Княжа Воля» були перекладені та видана німецькою та польською мовами видавництвами HYDRA Comics та Egmont відповідно:
| Рік  | Назва                                                        | Країна    | Видавництво  | ISBN                   | Примітки |
| ---- | ------------------------------------------------------------ | --------- | ------------ | ---------------------- | -------- |
| 2021 | «Legenden aus Hamsterland #1 – Der Wille des Fürsten»        | Німеччина | HYDRA Comics | ISBN 978-3-9822671-1-1 | [ 14 ]   |
| 2021 | «Legenden aus Hamsterland #2 – Die Ruinen des Riesenreiches» | Німеччина | HYDRA Comics | ISBN 978-3-9822671-3-5 | [ 15 ]   |
| 2023 | «Książęca Wola. Legendy chomiczków z Kijowa. Tom 1»          | Польща    | Egmont       |                        | [ 16 ]   |
| 2023 | «Książęca Wola. Na gruzach imperium olbrzymów. Tom 2»        | Польща    | Egmont       |                        | [ 17 ]   |